# Au temps pour moi
« Au temps pour moi ! » ou « Autant pour moi ! » est une expression exprimant la reconnaissance d'une erreur de la part du locuteur. Sa graphie est controversée. 
La première est recommandée par la plupart des ouvrages et par l'Académie française, selon laquelle « L'origine de cette expression n'étant plus comprise, la graphie Autant pour moi est courante aujourd'hui, mais rien ne la justifie ». La seconde est défendue par des auteurs et des grammairiens. Pour le Conseil international de la langue française, les deux sont « acceptables ».
D'autre part, la locution « autant pour moi » est toujours correcte dans le sens de « la même chose pour moi ».

## Étymologie
Selon l'Académie française, « au temps » est une expression militaire signifiant qu'un des soldats n'était pas dans le temps en faisant un mouvement, et que l'opération doit être reprise depuis le début. Les saluts militaires avec des armes étant parfois très compliqués, une hésitation de quelques soldats dans un peloton peut immédiatement donner une impression de désordre.
L'expression « au temps » est utilisée à plusieurs reprises par Georges Courteline dans son œuvre de 1888, Le Train de 8 h 47 : 

« — Portez… arme ! Un temps, trois mouvements !… un ! […] Et la paume de la main droite soutenant la crosse du fusil, la main gauche encerclant le canon, ils demeuraient cinq minutes immobiles, au temps, gardant la position, la nuque cuite sous le soleil. »

« Recommencez-moi ce mouvement-là en le décomposant. Au temps ! Au temps ! Je vous dis que ce n'est pas ça ! »

À l'appui de la graphie « Au temps » de cette expression militaire, certains grammairiens allèguent le commandement italien « Al tempo ! », d'usage équivalent.
Au sens figuré, « au temps pour moi » signifie que celui qui parle reconnaît que la faute vient de lui. L'expression est généralement suivie par la correction de l'erreur, si elle n'a pas déjà été exprimée.
Voici un exemple d'utilisation :
Je crois que j'ai dix euros. Au temps pour moi, j'en ai douze. 

## Premières apparitions de l'expression
En 1640, on trouve la locution « autant pour le brodeur » comme une « raillerie pour ne pas approuver ce que l'on dit » dans l'ouvrage Curiositez françoises pour supplément aux dictionnaires, du linguiste Antoine Oudin. 
Jacques de Garches, dans une nouvelle publiée en 1892 dans La Caricature, fait dire par un lieutenant : « D'ailleurs, au temps pour moi : maladresse ! » Quand la même nouvelle est publiée en 1898 dans La Petite Caricature, « au temps pour moi » est remplacé par « autant pour moi ».
En 1902, Paul Reboux écrit : « Elle n'est pas là, pensa-t-il. Autant pour moi... Ma foi, allons-y tout de même ! ». 
On trouve la graphie « Au temps pour moi » dans deux livres de Maurice Genevoix sur la Première Guerre mondiale : Sous Verdun (1916), où un capitaine, s'apercevant qu'il a ordonné le feu par erreur, donne le contre-ordre : « Cessez-le-feu ! Au temps ! Au temps pour moi ! » ; et La Boue (1921), où, au cours d'une conversation familière avec son lieutenant, un soldat accompagne d'un « Au temps pour moi » la constatation que l’événement ne lui a pas donné raison. 
L'Académie française ne se prononce pas sur le moment où le sens (militaire) de « Au temps pour moi » aurait glissé vers celui de « Je me suis trompé » : « Il est impossible de savoir précisément quand et comment est apparue l'expression familière au temps pour moi, issue du langage militaire, dans laquelle au temps ! se dit pour commander la reprise d'un mouvement depuis le début (au temps pour les crosses, etc.). De ce sens de C'est à reprendre, on a pu glisser à l'emploi figuré. On dit Au temps pour moi pour admettre son erreur – et concéder que l'on va reprendre ou reconsidérer les choses depuis leur début. C'est parce que l'origine de cette expression n'est plus comprise que la graphie Autant pour moi est courante aujourd’hui, mais rien ne la justifie. »
La position de l'Académie, selon laquelle la bonne graphie est « au temps pour moi », est également celle du Petit Robert et de l'édition de 2009 du Français correct. 
Orthonet, site de dépannage linguistique créé par le Conseil international de la langue française, indique pour sa part que les deux graphies, « au temps » et « autant », sont « acceptables » et que la dernière d'entre elles « n'est plus fautive » aujourd'hui.

## Autres interprétations
L'étymologie et la graphie correcte de cette expression sont souvent remises en question.
L'article « Au temps pour moi ou autant pour moi ? » est l'un des plus consultés du site langue-fr.net.
Maurice Grevisse, dans la dixième édition du Bon Usage (1975), souligne que la graphie « au temps » soulève encore un doute, et rappelle qu'André Thérive estimait que « au temps » est un substitut pédantesque de « autant ». De même, selon la treizième édition du Bon Usage de Grevisse (refondue par André Goosse, 1993), la graphie « Au temps » de l'injonction militaire et gymnastique est peut-être une altération de autant. La quinzième édition du Bon Usage (2011, édition des 75 ans) indique : « Au temps est souvent altéré en autant », et précise que Damourette et Pichon se demandent si autant n'est pas la forme primitive.

### Thèse de Claude Duneton
À la suite de l'article de Claude Duneton dans Le Figaro littéraire, des internautes défendent la graphie « autant pour moi » en remettant en cause l'étymologie invoquée par les ouvrages comme Le Petit Robert, Le Français correct de Maurice Grevisse ou l'Académie française.
Claude Duneton expose dans cet article plusieurs théories en parallèle. Il commence par affirmer que l'expression « au temps » dans son sens propre n'est pas utilisée par les militaires.
Selon lui, l'expression doit se comprendre comme « Je ne suis pas meilleur qu'un autre, j'ai autant d'erreurs que vous à mon service : autant pour moi. »
Il voit un argument en faveur de « Autant pour moi » dans l'expression idiomatique anglaise so much for qu’il considère avoir un sens « presque analogue ».